# Голбиця
Голбиця, Гольбенця  — річка в Білорусі у Поставському й Шарковщинському районі Вітебської області. Права притока річки Дісни (басейнБалтійського моря).

## Опис
Довжина річки 63 км, похил річки 0,97 %, площа басейну водозбору 1050 км², середньорічний стік 6,6 м³/с. Формується притоками та безіменними струмками .

## Розташування
Бере початок за 0,5 км на північно-західній стороні від села Глінського. Тече переважно на північний захід і біля села Куриловичі впадає в річку Дісну, ліву притоку річки Західної Двіни. У верхів'ї річка носить назву Зарежанка.
У басейні річки існують озера: Бдідне, Борове, Свідна, Ясюківське, Москальове, Біле, Чорне, Заднє, Трумпіцьке, Стародворське, Халасенське, Березівське, Віроцейське, Борак.